# Lijst van afleveringen van Law & Order: Special Victims Unit (seizoen 1)
Dit artikel vat het eerste seizoen van Law & Order: Special Victims Unit samen.

## Hoofdrollen
- Christopher Meloni - rechercheur Elliot Stabler
- Mariska Hargitay - rechercheur Olivia Benson
- Richard Belzer - rechercheur John Munch
- Michelle Hurd - rechercheur Monique Jefferies
- Dann Florek - hoofd recherche Donald Cragen

## Terugkerende rollen
- Dean Winters - rechercheur Brian Cassidy
- Chris Orbach - rechercheur Ken Briscoe
- Leslie Hendrix - dr. Elizabeth Rodgers
- Isabel Gillies - Kathy Stabler
- Erin Broderick - Maureen Stabler
- Patricia Cook - Elizabeth Stabler
- Jeffrey Scaperrotta - Dickie Stabler
- Holiday Segal - Kathleen Stabler
- Angie Harmon - ADA Abbie Carmichael

## Afleveringen
| Aflevering | Titel                 | Schrijver                         | Regie               | Uitzenddatum VS   | Selectie gastrollen |
| --- | --------------------- | --------------------------------- | ------------------- | ----------------- | --- |
| 1. | Payback               | Dick Wolf                         | Jean de Segonzac    | 20 september 1999 | Gordana Rashovich - Gordana Rashovich Elizabeth Ashley - Serena Benson Ned Eisenberg - Jerry Kleinert Tina Benko - mevr. Panacek |
| Wanneer een taxichauffeur dood door castratie wordt gevonden in zijn taxi gaan Benson en Stabler op onderzoek uit. Zij ontdekken dat de taxichauffeur met een valse chauffeurspas zijn werk deed. Verder onderzoek wijst uit dat de dode chauffeur een Servische officier was genaamd Stefan Tanzic die zich met zijn eenheid schuldig had gemaakt aan oorlogsmisdaden bij de etnische zuiveringen in Bosnië-Herzegovina. Benson heeft, wanneer zij ontdekken dat het slachtoffer een verkrachter was, veel moeite met deze zaak omdat zij uit een verkrachting geboren is. Stabler probeert er voor te zorgen dat zij haar politiewerk goed uitvoert en niet op haar gevoelens reageert. Zij komen erachter dat zij de dader moeten zoeken uit de slachtoffers die de dode chauffeur heeft gemaakt in Bosnië. Het spoor leidt naar twee vrouwen die door Tanzic zijn gevangen genomen en verkracht nadat zijn eenheid alle mannen uit het dorp had omgebracht. De arrestatie van de daders wordt een drama; een van de vrouwen pleegt zelfmoord. De OvJ zorgt dat de andere een zo licht mogelijke staf opgelegd krijgt. Cragen is niet blij met het slordige politiewerk en waarschuwt Benson; de volgende keer dat ze haar gevoelens haar werk laat beïnvloeden, wordt ze subiet uit het team gezet.                                                        |                       |                                   |                     |                   | |
| 2. | A Single Life         | Miriam Kazdin                     | Lesli Linka Glatter | 27 september 1999 | Dennis Boutsikaris - dr. Mark Daniels Laila Robins - Ellen Travis Paul Hecht - Robert Sodarsky Michael Gaston - Buddy |
| Wanneer het levenloze lichaam van Gretchen Quinn wordt gevonden met alleen een rood slipje en nadat zij uit een raam is gegooid, gaan Benson en Stabler op onderzoek uit. Zij ontdekken al snel dat Gretchen Quinn een alias was van het slachtoffer. Tijdens het onderzoek komen de psychiater van Gretchen en een bekende televisiepresentator in beeld. Zij hebben beiden seks gehad met het slachtoffer. Ook wordt al snel duidelijk dat het slachtoffer haar naam heeft veranderd na het verlaten van de middelbare school om te kunnen ontsnappen aan haar vader die haar en haar zus seksueel mishandeld heeft. Onderzoek leidt naar de zus, die aanvankelijk niet wil praten maar uiteindelijk de zaak oplost; haar zus blijkt een afscheidsbrief aan haar te hebben gestuurd. Het was zelfmoord; ze was zelf uit het raam gesprongen om een daad te stellen en haar vader aan de kaak te stellen. |                       |                                   |                     |                   | |
| 3. | Or Just Look Like One | Michael R. Perry                  | Rick Rosenthal      | 4 oktober 1999    | Jerry Orbach - rechercheur Lennie Briscoe Jesse L. Martin - rechercheur Ed Green Carolyn McCormick - dr. Elizabeth Olivet Bebe Neuwirth - Nina Laszlo Catherine Dent - Deborah Latrell                                                                                            |
| Het lichaam van Jazmin Burgess wordt voor een ziekenhuis gedropt, zij blijkt met een klauwhamer in een coma te zijn geslagen en met de houten steel van hetzelfde voorwerp verkracht. Kort daarna wordt het dode lichaam van haar beste vriendin gevonden. Het slachtoffer was zestien en na middernacht alleen op pad. Bij de autopsie blijkt dat zij drugs gebruikt had. Deze ontdekking maakt het modellenbureau waar zij ingeschreven stond tot een van de verdachten, dit kocht de drugs illegaal in om ze aan minderjarige modellen te verstrekken. Ook de fotograaf die haar het laatst heeft gefotografeerd wekt de interesse van de onderzoekers Benson en Stabler. De fotograaf heeft haar weggestuurd omdat hij haar te zwaar vond, waarna ze hem trachtte te chanteren met het feit dat hij seks met zijn modellen (waaronder haar) had en hier een fotocollectie van had. Nadat de meisjes de foto's aan diens ex-verloofde hadden laten zien ging ze door het lint en ze sloeg beide meisjes dood. Haar ex, de fotograaf, penetreerde ze vervolgens met de steel van dezelfde hamer om het op een verkrachting te doen lijken. Munch belt met het ziekenhuis; het meisje blijkt inmiddels overleden. Stabler maakt zich hierdoor zorgen om zijn dochter Maureen, hij vermoedt dat zij anorexia heeft, omdat zij de laatste tijd weigert te eten. |                       |                                   |                     |                   | |
| 4. | Hysteria              | Dawn DeNoon Lisa Marie Petersen   | Richard Dobbs       | 11 oktober 1999   | Jerry Orbach - rechercheur Lennie Briscoe Garrett M. Brown - Peter Ridley Joe Lisi - Sal D'Angelo |
| Wanneer een jonge vrouw dood wordt gevonden gaan Benson en Stabler op onderzoek uit. Ze ontdekken dat er al jaren prostituees op dezelfde manier gedood worden; het werk van een seriemoordenaar. Door het instinct van Munch wordt het onderzoek gestuurd naar een politieagent die nu verdacht wordt. Cragen roept de hulp in van zijn oude vriend en collega Briscoe met deze zaak. De man wordt opgepakt maar ontkent de laatste moord; deze past ook niet in zijn signatuur. De rechercheurs duiken in haar privéleven en denken dan dat de moordenaar een stapvriend was. Deze stapvriend, die voor hij ging trouwen nog een laatste keer iets wilds wilde doen en de vrouw wel spannend en exotisch vond omdat ze zwart was, ging met haar naar bed. Hierdoor raakte zij echter tot over haar oren verliefd op de jongen, die aanvankelijk de aandacht en seks wel leuk vond. Toen ze echter ontdekte dat hij verloofd was wees ze hem af, waarop er iets in hem knapte en hij haar verstikte met een plastic zak en in een steeg achterliet. |                       |                                   |                     |                   | |
| 5. | Wanderlust            | Wendy West                        | David Hugh Jones    | 18 oktober 1999   | Lynn Collins - Virginia Hayes Patricia Richardson - Annabel Hayes John Dossett - Tom Dayton |
| Wanneer in een pension een schrijver naakt, gewurgd en doodgeslagen wordt gevonden gaan Benson en Stabler op onderzoek uit. Bij het slachtoffer heeft de dader een slipje in de mond geduwd en deze weer afgeplakt met ducttape. Als eerste verdachte komt de vriend van de hospes in beeld, een veroordeelde pedofiel. Maar hun verdenking gaat toch snel naar de hospes en haar tienerdochter, vooral als duidelijk wordt dat de dochter en het slachtoffer een seksuele relatie hadden. Uiteindelijk bekent ze zelf; ze haatte haar leven thuis, kon niet verkroppen dat het slachtoffer haar niet wilde meenemen op reis, en doodde hem in een opwelling. Stabler realiseert zich dat hij te persoonlijk bij de zaak betrokken was geraakt omdat hij zelf een tienerdochter heeft. |                       |                                   |                     |                   | |
| 6. | Sophomore Jinx        | John Chambers                     | Clark Johnson       | 25 oktober 1999   | Lothaire Bluteau - professor James Henri Rousseau Sean Squire - Chuck Mosley Kohl Sudduth - Riley Couger Tom O'Rourke - hoofd veiligheidsdienst Anthony Schlasser Al Sharpton - zichzelf                                                                                          |
| Wanneer er een studente verkracht en dood wordt gevonden op een school dan gaan Benson en Stabler op onderzoek uit. Hun vizier wordt al snel gericht op twee studenten en sterspelers in het schoolbasketbalteam. Een van hen is verdacht omdat hij eerder een meisje had verkracht maar ermee wegkwam, de ander omdat hij seks met het slachtoffer had gehad (echter met condoom). Terwijl zij het onderzoek tegen hen doorzetten ondervinden zij veel tegenwerking door het schoolbestuur, dit om eventuele negatieve publiciteit te voorkomen en het aankomende basketbalkampioenschap niet op het spel te zetten. Al snel blijkt de professor Franse literatuur verdacht; hij is inconsistent in zijn antwoorden en blijkt het slachtoffer te hebben gestalkt. Zijn DNA is een match met het gevonden sperma en hij bekent: hij volgde het meisje en zag dat ze van de trap, op haar hoofd terecht kwam, en op slag dood was. Daarna had hij seks met haar gehad. |                       |                                   |                     |                   | |
| 7. | Uncivilized           | Robert Palm                       | Michael Fields      | 15 november 1999  | Stephen Bogardus - Bill Turbit Jessica Hecht - mevr. Kreutzer Ian Reed Kesler - Jimmy G. Austin Lysy - Mike D. Steve Ryan - barkeeper Hank |
| Na de vondst van het lichaam van een tiener in Central Park gaan Benson en Stabler op onderzoek uit. De jongen is vermoord en het spoor leidt hen naar een verdachte die pas vrij is gekomen na een straf die hij gekregen heeft voor kindermisbruik. Maar al snel blijkt dat de verdachte onschuldig is en het blijkt dat de twee tieners die de verdachte aanwezen hun eigen geheimen hebben en meer weten van de moord. Ondertussen krijgt de verdachte de volkswoede over zich heen en start justitie een zaak op om hem als veroordeelde kindermisbruiker als geestesziek en als gevaar voor de samenleving te brandmerken en hem levenslang op te sluiten, zelfs als hij in deze nieuwe zaak vrijgesproken zou worden. De man wordt uiteindelijk op de trappen van de rechtbank doodgeschoten door een buurtbewoner. De tieners bekennen uiteindelijk het jongetje te hebben meegelokt en omgebracht. |                       |                                   |                     |                   | |
| 8. | Stalked               | Roger Garrett                     | Peter Medak         | 22 november 1999  | Bruce Kirkpatrick - Richard White Allison Mackie - Kimberly Phillips Jack Hallett - Barlow |
| Wanneer het lichaam van een assistent officier van justitie wordt gevonden in Central Park gaan Benson en Stabler op onderzoek uit. Het slachtoffer blijkt verkracht en doodgeslagen te zijn. Benson heeft het moeilijk met deze zaak, mede omdat zij het slachtoffer goed kende, en zet alles op alles om de dader te pakken. Zij vinden een verdachte, een lokale makelaar en Stabler probeert de zakenpartner van de verdachte zover te krijgen om hen te helpen. Benson gaat zo diep in het onderzoek naar de dader dat zij ineens gevaar loopt. De verdachte begint haar te stalken, maar kan hierdoor gearresteerd worden. Het moordwapen kan echter niet worden gevonden zodat moord niet ten laste kan worden gelegd, en tijdens het verhoor probeert de verdachte Benson te intimideren met wetenschap over haar privéleven. Hij vertelt Benson dat hij altijd in haar hoofd zal zitten het als de verkrachter van haar moeder, en vraagt vervolgens Stabler hoe het met zijn vrouw en kinderen gaat. |                       |                                   |                     |                   | |
| 9. | Stocks & Bondage      | Michael R. Perry                  | Constantine Makris  | 29 november 1999  | Geoffrey Nauffts - Frank Martin V. Craig Heidenreich - Frederick Tucker Lourdes Benedicto - Angela Torres / Sho Ling-Fu Maria Tucci - Anne Briggs Christopher McCann - David Kelp                                                                                                 |
| Het lichaam van een financieel analiste wordt gevonden in haar slaapkamer en Benson en Stabler gaan op onderzoek uit. Het slachtoffer is gevonden in een leren harnas en het blijkt dat het slachtoffer een fanatieke beoefenaar was van bdsm. Het eerste onderzoek wijst uit dat het zelfmoord was of een ongeluk door wurgseks. Maar de vondst van een grote hoeveelheid diamanten leidt de rechercheurs naar een wereld van witwaspraktijken en fraude. Frank Martin, de baas van de analiste, en zijn jeugdmaatje Frederick Tucker, blijken het slachtoffer tijdens een sekssessie per ongeluk expres gedood, waarbij meespeelde dat het iedereen wel goed uitkwam dat ze zou verdwijnen. |                       |                                   |                     |                   | |
| 10. | Closure               | Wendy West                        | Steve Wertimer      | 7 januari 2000    | Tracy Pollan - Harper Anderson Neil Maffin - Kenneth Clearly Roger Bart - Benjy Dowe Olivia Birkelund - Jane Tyler Michael Kell - Sam Lardner |
| Harper Anderson wordt verkracht en Benson staat haar bij om de dader te pakken te krijgen. Zij kan de dader in details omschrijven, ondanks dit lukt de rechercheurs niet om de dader te vinden. Een paar maanden later komen de rechercheurs terug op de zaak maar vinden veel weestand bij Anderson, zij wil de zaak vergeten en verdergaan met haar leven. Ondertussen ontstaat er een ongemakkelijke sfeer tussen Benson en Cassidy nadat zij samen een nacht hebben doorgebracht. |                       |                                   |                     |                   | |
| 11. | Bad Blood             | Lisa Marie Petersen Dawn DeNoon   | Michael Fields      | 14 januari 2000   | James McCaffrey - Jesse Hansen Amy Ryan - Lorraine Hansen Stephen Beach - Ray Gunther Stephen Barker Turner - Steven Hale |
| Wanneer een jonge homoseksuele man vermoordt wordt gevonden gaan Benson en Stabler op onderzoek uit. Hun onderzoek leidt hen naar zijn vader die een prominent anti-homoactivist is, maar als zij dieper in zijn privéleven duiken realiseren zij dat de dader dichter bij het slachtoffer staat dan zij denken. De dader blijkt de conciërge, die tot de moord gebracht is middels een wrede grap van diens psychopate broer die een veroordeelde moordenaar is. Beide broers worden gearresteerd waarbij van de moordenaar een zo licht mogelijke straf wordt geëist, wetend dat diens broer het allemaal veroorzaakt heeft. Ondertussen probeert Munch de dader te vinden die de moeder van Benson in het verleden heeft verkracht. |                       |                                   |                     |                   | |
| 12. | Russian Love Poem     | Eva Nagorski                      | Rick Rosenthal      | 21 januari 2000   | Olek Krupa - Alex Strizkopf Nadine Stenovitch - Katya Ivanova Melissa Sagemiller - Becky Sorenson Allison Munn - Emily Harlin |
| Wanneer de biseksuele multimiljonair Andrew Harlin vermoord wordt gevonden in zijn huis gaan Benson en Stabler op onderzoek uit. Zij vestigen hun aandacht op de lange lijst van (mannelijke en vrouwelijke) geliefden van het slachtoffer. Het gevonden bewijs leidt de rechercheurs naar Katya en Sonya, twee Russische escortdames, maar voordat zij de twee kunnen ondervragen wordt Sonya vermoord. Dit leidt aanvankelijk tot verdenking jegens de weduwe (die de vrouw haatte en haar 'Russische hoer' noemde) als het vermoeden dat wellicht een rancuneus ex-vriendje uit de Russische maffia de dader is. Een goede vriend van de Katya, Alex Strizkopf, blijkt de dader te zijn: hij kon niet aanzien hoe zij door Andrew werd behandeld. Na een kinky seksspelletje tussen Andrew, Katya en Sonya, sloop Alex binnen en wurgde Andrew. Na de bekentenis van de moord pleegt hij zelfmoord voor de ogen van Katya en de politie. |                       |                                   |                     |                   | |
| 13. | Disrobed              | Janet Tamaro                      | David Platt         | 4 februari 2000   | Kathryn Meisle - Gina Silver Jack Gwaltney - Roger Silver Bill Marcus - Marcus Angie Everhart - Emily Waterbury |
| Wanneer een rechter vermoordt wordt gevonden in zijn auto gaan Benson en Stabler op onderzoek uit. Als zij in het leven duiken van de rechter komen zij erachter dat deze gunsten verleende aan vrouwen in ruil voor seksuele handelingen. Delinquenten konden voorwaardelijk vrij komen op voorwaarde dat ze een 'donatie' deden aan liefdadigheidsinstellingen die aan de rechter waren gelieerd. De ogen van de politie vallen op een mishandelde vrouw met een groot geheim. Zij blijkt de rechter te hebben vermoord: in ruil voor seks zou hij haar gewelddadige man niet in voorwaardelijke vrijheid stellen maar hij brak zijn woord. Ze krijgt strafrechtelijke immuniteit in ruil voor medewerking aan het onderzoek jegens andere verdachten van wat een grootschalig corruptieschandaal blijkt. De vrouw wordt door haar man, die inderdaad voorwaardelijk is vrijgekomen, gegijzeld, en de rechercheurs kunnen haar maar net redden. Rechercheur Cassidy krijgt een overplaatsing naar narcotica omdat hij het werk bij SVU niet meer aankan. |                       |                                   |                     |                   | |
| 14. | Limitations           | Michael R. Perry                  | Constantine Makris  | 11 februari 2000  | Jenny Bacon - Jennifer Neal Judith Hawking - Victoria Kraft Seana Kofoed - Lois Creen Jenna Stern - A.D.A. Kathleen Eastman Harvey Atkin - rechter Alan Ridenour Peter Francis James - rechter Kevin Beck                                                                         |
| Cragen krijgt van de politiecommissaris de opdracht om een zaak te heropenen. Het betreft een verkrachting van bijna vijf jaar geleden bij drie vrouwen, na vijf jaar zijn deze zaken verjaard dus de tijd dringt. Cragen zet al zijn rechercheurs in om deze zaak op te lossen. Ze vinden een spoor als zij realiseren dat een van de slachtoffers de dader kent, maar zij weigert te zeggen wie het is. De andere twee zaken zijn inmiddels al verjaard; dit is de laatste kans. Het blijkt dat het slachtoffer en de dader beiden Quakers waren, en de vrouw beroept zich op haar principes en beweert dat de verkrachter veranderd is en nooit meer kwaad zal doen. Als de politie de ledenlijst opeist met een huiszoekingsbevel, worden ze geconfronteerd met geweldloos verzet. Op het laatste moment wordt zodoende met behulp van deze lijst en andere gegevens de dader gearresteerd, enkele uren voor de verjaring ingaat. De vrouw had gelijk dat hij nooit meer iemand kwaad kan doen; door een ongeluk is hij invalide geraakt, en moet de politieauto in worden gedragen. |                       |                                   |                     |                   | |
| 15. | Entitled              | Dick Wolf Robert Palm René Balcer | Edwin Sherin        | 18 februari 2000  | Jesse L. Martin - rechercheur Ed Green Jerry Orbach - rechercheur Lennie Briscoe Angie Harmon - A.D.A. Abbie Carmichael Steven Hill - D.A. Adam Schiff Sam Waterston - Jack McCoy Josef Sommer - Patrick Rumsey Noelle Beck - Stephanie Mulroney Jane Alexander - Regina Mulroney |
| Wanneer een vertegenwoordiger wordt vermoord gaan Benson en Stabler op onderzoek uit. Hun aandacht gaat uit naar Stephanie Mulroney, de jongste dochter van een invloedrijke familie. Aanvankelijk is Stephanie Mulroney zelf verdachte als haar verhaal vaag is blijkt dat ze een motief tegen het slachtoffer had, wat in de pers veel stof doet opwaaien. Als de rechercheurs van de SVU hun krachten bundelen met het politiedistrict 27 van de NYPD realiseren zij dat hun zaak met een onopgeloste zaak van rechercheur Briscoe en zijn ex-collega Mike Logan te maken heeft. De dader wordt gevonden en blijkt meerdere mannen te hebben gedood volgens een soortgelijke MO. Munch denkt nog steeds dat de dader geen seriemoordenaar maar een huurmoordenaar is die in opdracht van Stephanie Mulroney opereerde. De chef weigert te luisteren; hij is zojuist diep door het stof gegaan ten overstaan van zijn meerderen en de machtige familie Mulroney wegens de onterechte arrestatie van Stephanie, en wil zijn carrière niet verder riskeren. |                       |                                   |                     |                   | |
| 16. | The Third Guy         | Dawn DeNoon                       | Lisa Marie Petersen | 25 februari 2000  | J.K. Simmons - dr. Emil Skoda Lance Reddick - dr. Taylor Denis O'Hare - Jimmy Walp Eugene Byrd - Carlos Medina Rick Gonzalez - Alfonso Liz Larsen - advocaat Regal |
| Wanneer een oudere vrouw vermoord wordt gevonden in haar appartement gaan Benson en Stabler op onderzoek uit. Het slachtoffer was vastgebonden in haar bed en seksueel misbruikt, zij verdenken twee jongens die bij haar ingebroken hebben. Wanneer de rechercheurs hen oppakt komen zij door nieuw bewijs erachter dat er nog iemand in het appartement is geweest. Zij verdenken een bezorger, zij denken dat hij geestelijk gehandicapt is en moeten nu onderzoeken of hij terecht kan staan. Het blijkt dat het beeld van de door de jongens vastgebonden vrouw hem aan een bondage-porno film deed denken, en zijn opwinding triggerde. Door zijn retardatie kon hij fantasie en werkelijkheid niet onderscheiden en in zin seksuele opwinding verkrachtte hij de vrouw, menend dat het door haar van hem verwacht werd. De man wordt veroordeeld tot TBS omdat hij niet voor zijn daden verantwoordelijk gehouden kan worden, maar in de kliniek blijkt de dader (die een IQ van 68 heeft maar verder normaal is) tussen geestelijk zwaar gestoorden terecht te komen: nog erger dan de gevangenis. |                       |                                   |                     |                   | |
| 17. | Misleader             | Nick Harding                      | Nick Kendrick       | 31 maart 2000     | Robert Foxworth - dr. Ben Hadley Anne Twomey - Sharon Hadley Bo Foxworth - Ben Hadley jr. Norbert Leo Butz - John Fenwick |
| Wanneer een vrouw vermoord wordt gevonden op haar hotelkamer gaan Benson en Stabler op onderzoek uit. Zij was een schoondochter van Ben Hadley, de leider van een christelijke politieke beweging en zij bleek ook zwanger te zijn. De laatste tijd wordt er regelmatig ingebroken in hotelkamers en zij denken dat deze inbreker ook de dader is van de moord. Deze lijkt toch onschuldig te zijn voor de moord en nu gaan de rechercheurs de familie onderzoeken, zij komen tot een schokkende ontdekking wanneer zij erachter wie de vader van het ongeboren kind is: Ben Hadley zelf. De dader blijkt Ben Hadley jr., uit woede over het feit dat zijn eigen vrouw een relatie met zijn vader had. Ben Hadley zelf gaat vrijuit maar beseft dat zijn reputatie bij de conservatief-christelijke beweging geruïneerd is: zijn zoon in de gevangenis en zijn vrouw die een scheiding aanvraagt. |                       |                                   |                     |                   | |
| 18. | Chat Room             | Roger Garrett                     | Richard Dobbs       | 14 april          | Paz de la Huerta - Karen Raye Reed Birney - Harry Waters Jenna Stern - A.D.A. Kathleen Eastman Ben Shenkman - Max Knaack Siobhan Fallon - Melissa Raye |
| Wanneer een tiener het politiebureau binnen loopt met de mededeling dat zij verkracht is door een man die zij via internet heeft leren kennen komen de rechercheurs in actie. De verkrachting blijkt verzonnen door het meisje uit angst voor haar moeder, maar er blijkt wel degelijk een internetcontact dat kinderporno afneemt bij haar vriend (via wie hij op haar spoor was gekomen): hij noemt zich The Yachtsman en zoekt jonge meisjes om seks mee te hebben. De politie weet de dader in de val te lokken en stelt een deal voor: strafkorting in ruil voor de namen van andere pedoseksuelen met wie hij in contact staat. De undercoveroperatie leidt tot arrestaties maar ook tot een rel met de FBI: ze deden zelf onderzoek naar een pedoseksuelennetwerk dat de gehele VS omvat en door de arrestaties in New York is de rest van het netwerk gealarmeerd. Als de woedende FBI verhaal komt halen bij Cragen werpt hij woedend tegen dat hij niet op de hoogte was gesteld en dat dit de reden is waarom de politie de strijd tegen dit soort netwerken niet kan winnen: 'zij werken samen, wij niet.' |                       |                                   |                     |                   | |
| 19. | Contact               | Robert Palm Wendy West            | Michael Zinberg     | 28 april 2000     | Nicole Sullivan - Jen Caulder Sal Viscuso - Sal Avelino Bruce Bohne - Bruce Abbott Reiko Aylesworth - A.D.A. Erica Alden |
| Zeven vrouwen worden aangerand in de metro en Benson en Stabler gaan op jacht naar de dader. Zij pakken iemand op en al de zeven vrouwen herkennen de dader bij een osloconfrontatie. Door een fout bij deze confrontatie geldt de herkenning niet en de dader kan op vrije voeten komen. De rechercheurs vinden een rijbewijs van een vrouw bij de dader en denken dat de eigenaresse van het rijbewijs een nieuw slachtoffer kan zijn. Zij gaan op zoek naar haar met de hoop dat zij de dader zijn straf kan bezorgen. |                       |                                   |                     |                   | |
| 20. | Remorse               | Michael R. Perry                  | Alexander Cassini   | 5 mei 2000        | Jennifer Esposito - Sara Logan Reiko Aylesworth - A.D.A. Erica Alden Josh Pais - Robert Sorenson Jayce Bartok - P.K. Peter Francis James - rechter Kevin Beck |
| Een bekende televisiejournaliste wordt verkracht door twee mannen en praat er uitgebreid over in haar programma. De rechercheurs gaan op jacht naar de daders en pakken er uiteindelijk een op. Hij neemt meteen een advocaat en zwijgt in alle talen. Munch is bevriend met de journaliste en trekt zich de zaak persoonlijk aan en wil meer bewijs vinden om de dader aan te klagen en de tweede dader vinden. De tweede blijkt een niet al te snuggere man die vooral een meeloper blijkt te zijn. Dan worden beiden door bommen gedood. Ook de journaliste wordt kort daarna door een bom gedood, verstopt in een doos met bloemen. Nu gaat de jacht verder maar dan op de bommenlegger. Het blijkt een obsessief verliefde stalker. De verkrachters moesten dood vanwege wat ze hadden gedaan, en de journaliste zelf werd gedood omdat de stalker van mening was dat ze niet meer dezelfde sprankelende persoonlijkheid was en hij haar maar beter uit haar lijden kon verlossen. |                       |                                   |                     |                   | |
| 21. | Nocturne              | Wendy West                        | Jean de Segonzac    | 12 mei 2000       | Wilson Jermaine Heredia - Evan Kent Broadhurst - Larry Holt Alex Draper - Larry Holt jr. Marc John Jefferies - Jonathan |
| Een fotozaak ontwikkelt een filmrolletje van een pianoleraar, op de foto's staat een jonge jongen en de foto's blijken seksueel getint te zijn. De medewerker schakelt de politie in en Benson en Stabler nemen de zaak aan. Zij arresteren de pianoleraar en de jongen van de foto's vertelt aan de rechercheurs dat hij in de woning nog meer foto's heeft gezien. De rechercheurs krijgen een huiszoekingsbevel en gaan op zoek in de woning naar meer belastende foto's en video's. De foto's en films (waarop de leraar kinderen misbruikt) classificeren als kinderpornografie dat op zichzelf strafbaar is, maar het misbruik op deze foto's kan niet ten laste worden gelegd zonder belastende verklaring van een slachtoffer. Ze vinden een serie video's van een jongen genaamd Evan, zij denken dat hij de zaak tegen de pianoleraar kan redden en gaan op zoek naar deze jongen. Als zij hem hebben gevonden dan realiseren zij dat Evan de zaak kan schaden omdat hij, weliswaar geprest door zijn leraar, zelf een jongetje heeft misbruikt. Justitie wil Evan een deal aanbieden maar dit accepteert de vader van het jongetje niet omdat hij dat ziet als meten met twee maten. Evan verklaart uiteindelijk de volle straf te accepteren, ook als dat betekent dat hij geen prestigieuze muziekschool kan volgen: 'het stopt hier'.            |                       |                                   |                     |                   | |
| 22. | Slaves                | Lisa Marie Petersen Dawn DeNoon   | Ted Kotcheff        | 19 mei 2000       | Lance Reddick - dr. Taylor Layla Alexander - Ilena Andrew McCarthy - Randolph Morrow Susan Floyd - Ms. Morrow Reiko Aylesworth - A.D.A. Erica Alden Harvey Atkin - rechter Alan Ridenour                                                                                          |
| Een verkoper in een kiosk krijgt van een jong meisje een briefje in de handen gedrukt met een noodkreet. Hij levert dit briefje in bij de SVU en de rechercheurs gaan op jacht naar dit meisje, volgens het briefje betreft het een Roemeens meisje met de naam Ilena. Zij is al maanden niet gezien en na wat speurwerk komen ze haar op het spoor als kindermeisje bij de familie Morrows. De tante van Ilena wordt snel daarna ook dood aangetroffen, vergiftigd met een euthanaticum voor dieren, wat mevrouw Morrow (die dierenarts is) verdacht maakt. Al snel blijkt het motief van mevrouw Morrow angst voor meneer Morrow, die met ijzeren vuist over zijn gezin regeert, en zijn vrouw als seksslavin gebruikte tot hij Ilena wist te ontvoeren. Het meisje werd in een 'doodskist' opgesloten wanneer ze niet gemarteld of misbruikt werd of klussen moest doen, en wordt daarin ook aangetroffen in de echtelijke slaapkamer. Ondertussen doet een forensisch psycholoog onderzoek naar de team van SVU, ze ontdekt dat een rechercheur de stress niet aankan en op het punt van instorten staat. Ze deelt dat met Cragen met de suggestie om de rechercheur over te plaatsen. Deze aflevering is gebaseerd op de ontvoering van Colleen Stan. |                       |                                   |                     |                   | |